# Ulex australis
Ulex australis é uma espécie de planta com flor pertencente à família Fabaceae. Trata-se de uma espécie nanofanerófita cujos habitats preferenciais são matos, dando-se a sua floração entre Novembro e Maio.
A espécie foi descrita por Simón de Roxas Clemente y Rubio e publicada em Ensay. Vid. 291. 1807.
Não se encontra protegida por legislação portuguesa/da Comunidade Europeia.

## Distribuição
Trata-se de uma espécie nativa de Espanha e Portugal Continental.

## Sinonímia
Segundo o The Plant List e a base de dados ILDIS, esta espécie é sinónima de Ulex parviflorus subsp. eriocladus (C.Vicioso) D.A.Webb A base da dados IDIS aponta os seguintes sinónimos para a suespécies atrás referida:
- Ulex australis Clemente
- Ulex eriocladus C. Vicioso
- Ulex ianthocladus Webb var. ianthocladus

## Subespécies
Segundo a Flora Digital de Portugal tem duas subespécies:
- Ulex australis Clemente subsp. welwitschianus (Planch.) Esp.Santo, Cubas, Lousã, C.Pardo & J.C.C
- Ulex australis Clemente subsp. australis

A primeira trata-se de um endemismo do Centro e Sul de Portugal e a segunda um endemismo da Península Ibérica, ocorrendo em Portugal no Algarve.